# トヨタモデリスタインターナショナル
株式会社トヨタモデリスタインターナショナル（TOYOTA MODELLISTA INTERNATIONAL CORPORATION）は、トヨタグループに存在した会社である。トヨタグループ内の略称は「TMI」で、対外的な通称は「モデリスタ」。

## 概要
トヨタ車向けカスタマイズカーパーツの企画販売やトータルデザイン・販売のほか、ウェルキャブ（福祉車両）の総合展示場である「トヨタハートフルプラザ」の運営も行なっていた。

## 沿革
- 1997年（平成9年） - 設立。
- 2018年（平成30年）4月1日 - トヨタテクノクラフト株式会社および株式会社ジェータックスと統合し、トヨタカスタマイジング&ディベロップメントとなる。

## コンプリートカー

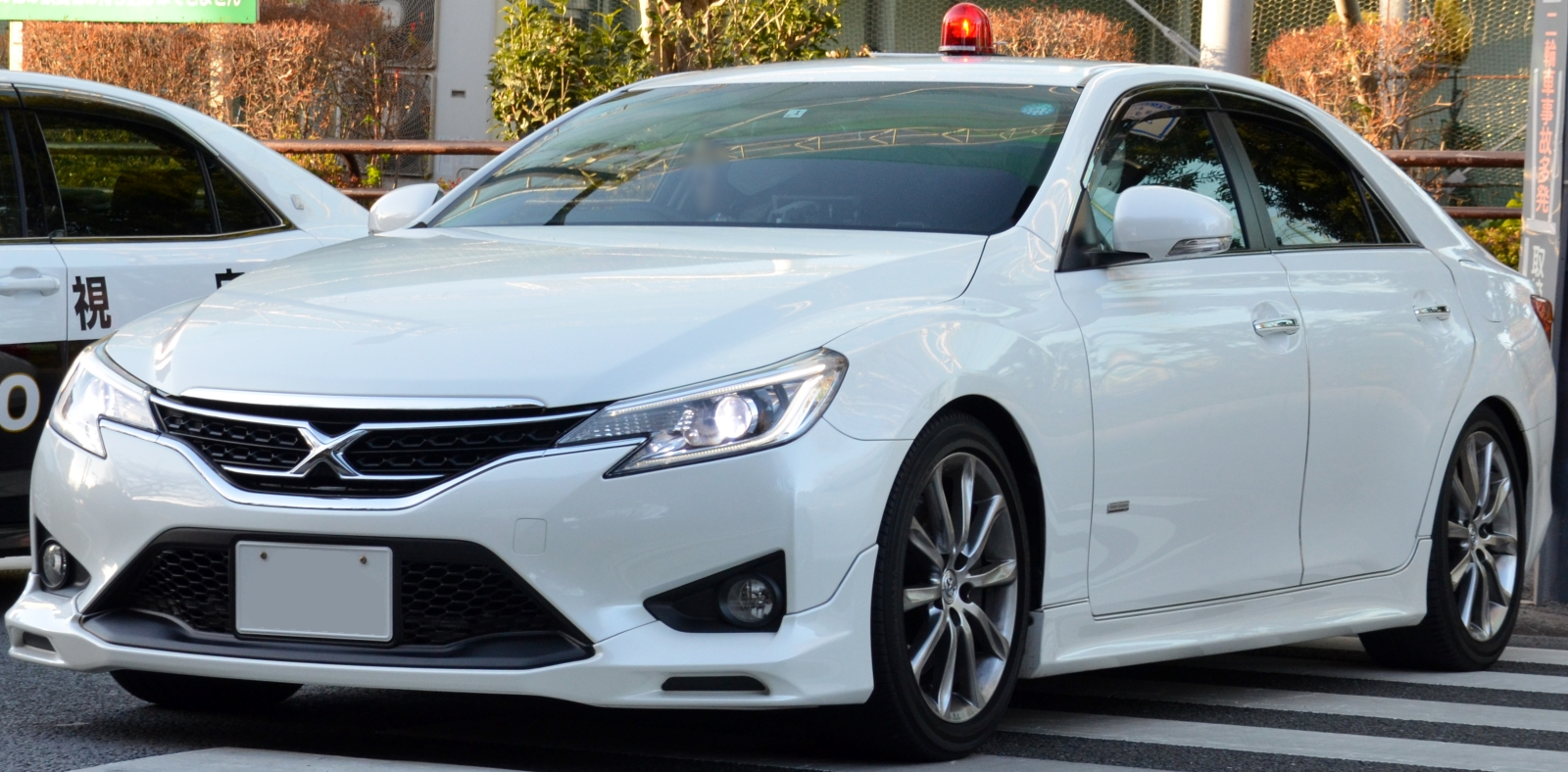
マークX“＋M スーパーチャージャー”
警視庁 交通取締用四輪車（反転警光灯）

- PX-01（1997年）‐ モデリスタ初となるコンプリートカー[1]。トヨタ・ハイラックスサーフベース。
- グランビア PX-02（1997年）‐ トヨタ・グランビアベース。
- RAV4 PX‐03（1997年）‐ トヨタ・RAV4ベース。
- イプサム PX-06（1997年）‐ トヨタ・イプサムベース。
- ランクル70 ネオクラシック PX-10（1997）‐ トヨタ・ランドクルーザーベース。
- プラド PX-09（1997年）‐ トヨタランドクルーザープラドベース。
- スターレット PX-11（1997年）‐ トヨタ・スターレットベース。
- PX12 Napoli（1998年）‐ トヨタ・カローラⅡベース[1]。
- プラド フィッシングクルーザー PX-14（1998年）‐ トヨタ・ランドクルーザープラドベース。
- ランドクルーザーダブルピックアップPX20 ‐ トヨタ・ランドクルーザー80ベース[1]。
- アルテッツァクオリタート（1999年）‐ トヨタ・アルテッツァベース[1]。スーパーレッドが翌年に追加[1]。
- CASERTA（2000年）‐ トヨタ・MR-Sベース[2]。
- bB "STREET BILLET"（2000年）‐ トヨタ・bBベース。
- エスティマハイブリッド "モバイルオフィス"（2001年）‐ トヨタ・エスティマハイブリッドベース。
- VM180 ”ZAGATO”（2001年）‐ トヨタ・MR‐Sベース。イタリアのカロッツェリア「ザガート」との共同開発商品。
- クラウンアスリートVX（2001年8月）‐ トヨタ・クラウンアスリートベース[3]。300台限定。
- マークIIツアラーVフォーチュナー・ヤマハパワー（2001年10月）‐トヨタ・マークⅡベース[3]。
- ヴィッツRS "TURBO" Powered by TRD（2002年）‐ トヨタ・ヴィッツベース。初のTRDとの共同開発製品。

- HARRIER ZAGATO（2006年）‐ トヨタ・ハリアーベース。ザガートとの共同開発。
- マークXスペシャルバージョンスーパーチャージャー（2006年4月）‐ トヨタ・マークXベース。最高出力320㎰。100台限定。

- ハイエース・レジアスエース"Multi Role Transporter"（2007年）‐ トヨタ・ハイエース及びトヨタ・レジアスエースベース。
- クラウンアスリート“＋M スーパーチャージャー”（2008年）‐ トヨタ・クラウンアスリートベース[4]。
- マークX“＋M スーパーチャージャー”（2010年）‐ トヨタ・マークXベース[5]。
- アルファード/ヴェルファイア Royal Lounge（2015年）- トヨタ・アルファード及びトヨタ・ヴェルファイアベース。
- SONIC EMOTION C-HR CONCEPT（2018年）- トヨタ・C-HRベース。

## 店舗
モデリスタ
- トヨタモデリスタ東京
- トヨタモデリスタ神戸

トヨタハートフルプラザ
- トヨタハートフルプラザ札幌
- トヨタハートフルプラザ仙台
- トヨタハートフルプラザ東京
- トヨタハートフルプラザ名古屋
- トヨタハートフルプラザ神戸
- トヨタハートフルプラザ福岡